# کیت انسل-پیرسون
کیت انسل-پیرسون (به انگلیسی: Keith Ansell-Pearson) (زاده ۱۱ نوامبر ۱۹۶۰) فیلسوف بریتانیایی است. وی متخصص در آثار فردریش نیچه، هانری برگسون و ژیل دلوز است .او استاد فلسفه در دانشگاه واریک بود، ولی از ۲۰۲۱ بازنشسته شده است.

## حرفه
انسل-پیرسون از دانشگاه ساسکس فارغ‌التحصیل شد و در دانشگاه مالاوی در جنوب آفریقا و کالج کوئین مری در لندن تدریس کرد. او گروه فلسفه پیوست دانشگاه وارویک در سال ۱۹۹۳ و یک صندلی شخصی از سال ۱۹۹۸ برگزار کرده‌است.
او در هیئت تحریریه مجلات نیچه‌شناسی، مطالعات دلوز، کیهان و تاریخ و مجموعه کتاب‌های نیچه اکنون حضور دارد. او همچنین در کمیته علمی نیچه کار می‌کند.

## کارها
آنسل-پیرسون به خاطر کارش در مورد نیچه، برگسون و دلوز و برای کاوش در آثار آنها در زمینه فلسفه زیست‌شناسی مدرن شناخته شده‌است. او اخیراً بر متون دوره میانی مورد غفلت نیچه، به ویژه سپیده دم تمرکز کرده‌است.